# Neopomacentrus metallicus
Neopomacentrus metallicus es una especie de peces teleósteos
de la familia Pomacentridae en el orden de los Perciformes. Es un pez marino que se encuentra en Fiyi, Samoa y Tonga.
Los machos pueden llegar a medir 6 cm de longitud total.